# Gunnar Fagrell
Ernst Gunnar Fagrell, född 30 november 1908 i Lundby församling i Göteborg, död 31 maj 1977 i Älvsborgs församling i Göteborgs och Bohus län, var en svensk journalist. 
Han studerade vid Göteborgs högskola och var 1934–1941 anställd vid Ny Tid. 1942–1945 var han verksam vid U.S. Office of War Information i New York. Han blev 1944 chef för dess skandinaviska avdelning och samma år vice chefredaktör för dess radiostation ABSIE i London. Han var 1945–1947 chefredaktör för Göteborgs-Tidningen och 1947–1961 chefredaktör för Världshorisont. Vid Sveriges ambassad i London utsågs han 1961 till pressattaché, 1963 till ambassadråd, 1964 till pressråd samt var 1967–1972 ambassadråd. Han erhöll ministers ställning 1970. Han var 1952–1961 utrikespolitisk medarbetare i A-pressen och 1954–1961 i Metallarbetaren.
Gunnar Fagrell var son till handelsmannen E G Fagrell och Anna Krauss. Han var från 1935 gift med textilkonstnären Irene Forbes (1908–1996), dotter till köpmannen David Forbes och Amy MacLellan.